# Hemibarbus
Hemibarbus és un gènere de peixos de la família dels ciprínids i de l'ordre dels cipriniformes.

## Taxonomia
- Hemibarbus barbus (Temminck i Schlegel, 1846)[2]
- Hemibarbus brevipennus (Yue, 1995)[3]
- Hemibarbus labeo (Pallas, 1776)[4]
- Hemibarbus lehoai (Nguyen, 2001)[5]
- Hemibarbus longibarbis (Fang, 1938)
- Hemibarbus longirostris (Regan, 1908)
- Hemibarbus macracanthus (Luo, Le & Chen, 1977)
- Hemibarbus maculates (Bleeker, 1871)
- Hemibarbus medius (Yue, 1995)
- Hemibarbus mylodon (Berg, 1907)
- Hemibarbus qianjiangensis (Yu a Chen et al., 1990)
- Hemibarbus songloensis (Nguyen, 2001)[5]
- Hemibarbus thacmoensis (Nguyen, 2001)[5]
- Hemibarbus umbrifer (Lin, 1931)[6][7][8][9][10][11]